# Giotto Bizzarrini
Giotto Bizzarrini, född 6 juni 1926 i Livorno, Toscana, död 13 maj 2023 i Cecina, Toscana, var en italiensk bilkonstruktör.
Bizzarrini tog examen vid universitetet i Pisa 1953. Året därpå anställdes han vid Alfa Romeo där han arbetade med Giulietta-modellen.
1957 flyttade Bizzarrini till Ferrari, där han snart blev chefskonstruktör för företagets Gran turismo- och sportvagnar. Bizzarrini ansvarade bland annat för Ferrari 250 Testa Rossa och 250 GTO. Hösten 1961 lämnade Bizzarrini Ferrari, tillsammans med Carlo Chiti och ett flertal andra nyckelmedarbetare. Chiti och Bizzarrini startade ATS för att bygga formel 1-vagnar och sportbilar, i direkt konkurrens med sin förre arbetsgivare. Samarbetet slutade i splittring, då Bizzarrini kände att han inte fick gehör för sina idéer. 
1962 startade han istället sin egen konstruktionsbyrå Società Autostar och började arbeta på konsultbasis. Bizzarrini utvecklade Lamborghinis V12-motor och även hela bilar åt Iso. 1964 ändrades namnet på företaget till Bizzarrini och man började tillverka en egen version av Iso Grifo som Bizzarrini 5300 GT. Företaget tillverkade även en sportvagn. Biltillverkningen slutade med konkurs 1969, men Bizzarrini fortsatte jobba åt andra tillverkare.